# Aya de Yopougon
Aya Yopougon es una serie de historietas escrita por Marguerite Abouet, ilustrada por Clément Oubrerie y publicada por Gallimard en la colección Bayou de Joann Sfar. Se está preparando una adaptación en dibujos animados por parte de Autochenille Production.

## Sinopsis
Marguerite Abouet y Clément Oubrerie muestran la vida cotidiana de la juventud africana a finales de los años 70, a través de Aya, una chica de 19 años que vive en Yopougon, uno de los de barrios de Abiyán, la capital de Costa de Marfil.

## Crítica
El especialista Santiago García la sitúa en la corriente de novelas gráficas internacionales que abordan la memoria familiar femenina, inaugurada en el año 2000 por Persépolis de Marjane Satrapi, aunque sin serlo realmente, a causa de su adaptación "al gusto tradicional de la industria francesa".